# Louis Wirth
Louis Wirth, född 28 augusti 1897, död 3 maj 1952, var en amerikansk sociolog och medlem av Chicagoskolan. Hans forskningsintressen omfattade primärt stadslivet, minoritetsgruppers beteende och massmedia. Wirth är också erkänd som en pijonjärerna till disciplinen urbansociologi.
Han var den första presidenten för International Sociological Association (1949-1952) och den 37:e presidenten för American Sociological Association (1947).

## Forskningsgärning
Wirth intresserade sig bland annat för stadsliv, minoritetsgruppers beteende och massmedia.Wirths viktigaste bidrag till sociologisk teori gällande stadsrummet var en essä vid namn Urbanism as a Way of Life, som publicerades i American Journal of Sociology 1938. I denna essä använde Wirth Webers begrepp idealtyp.